# Seloua Ouaziz
Seloua Ouaziz (en arabe : سلوى وعزيز), née le 27 juillet 1974 à Oulmès, est une athlète marocaine.

## Carrière
Seloua Ouaziz est médaillée de bronze du 1 500 mètres aux Jeux panarabes de 1999 à Amman. Elle est éliminée en séries du 1 500 mètres féminin aux Jeux olympiques d'été de 2000 à Sydney.
Sur le plan national, elle est sacrée championne du Maroc du 5 000 mètres en 2003.

## Famille
Elle est la sœur de Zahra Ouaziz.